# Dayton-Wright XPS-1
Dayton-Wright XPS-1 là một mẫu máy bay tiêm kích đánh chặn của Hoa Kỳ, do hãng Dayton-Wright Airplane Company chế tạo.

## Quốc gia sử dụng
United States
- Cục Không quân Lục quân Hoa Kỳ

## Tính năng kỹ chiến thuật (XPS-1)
Dữ liệu lấy từ The Illustrated Encyclopedia of Aircraft (Part Work 1982-1985)
Đặc điểm tổng quát
- Kíp lái: 1
- Chiều dài: 19 ft 2 in (5,84 m)
- Sải cánh: 30 ft 0 in (9,14 m)
- Chiều cao: 7 ft 0 in [1] (2,13 m)
- Diện tích cánh: 143 ft² (13,38 m²)
- Trọng lượng cất cánh tối đa: 1.715 lb (778 kg)
- Động cơ: 1 × Lawrance J-1, 200 hp (149 kW)

 Hiệu suất bay 
- Vận tốc cực đại: 146 mph (235 km/h)